# World Trade Center nr. 6
World Trade Center nr. 6 (6 WTC) var en ni-etagers høj kontorbygning i Lower Manhattan, der blev færdigbygget i 1975, som en del af World Trade Center-komplekset. Under terrorangrebet den 11. september 2001, styrtede bygningen sammen efter at tårn 1 og 2 var kollapset. Bygningens ruiner blev senere revet ned for at gøre plads til genopbygning.
| Bygning eller seværdighed | Spire Denne artikel om en bygning, et bygningsværk eller en seværdighed er en spire som bør udbygges. Du er velkommen til at hjælpe Wikipedia ved at udvide den. |

40°42′46.44″N 74°0′47.52″V / 40.7129000°N 74.0132000°V